# Camilla
Camilla és una població dels Estats Units a l'estat de Geòrgia. Segons el cens del 2000 tenia 5.669 habitants.

## Demografia
Segons el cens del 2000, Camilla tenia 5.669 habitants, 1.994 habitatges, i 1.405 famílies. La densitat de població era de 358,8 habitants per km².
Dels 1.994 habitatges en un 34,1% hi vivien nens de menys de 18 anys, en un 33,5% hi vivien parelles casades, en un 33,1% dones solteres, i en un 29,5% no eren unitats familiars. En el 26,3% dels habitatges hi vivien persones soles l'11,4% de les quals corresponia a persones de 65 anys o més que vivien soles. El nombre mitjà de persones vivint en cada habitatge era de 2,76 i el nombre mitjà de persones que vivien en cada família era de 3,32.
Per edats la població es repartia de la següent manera: un 30,3% tenia menys de 18 anys, un 10,6% entre 18 i 24, un 26,8% entre 25 i 44, un 18,9% de 45 a 60 i un 13,5% 65 anys o més.
L'edat mediana era de 31 anys. Per cada 100 dones de 18 o més anys hi havia 73 homes.
La renda mediana per habitatge era de 22.485 $ i la renda mediana per família de 24.232 $. Els homes tenien una renda mediana de 23.581 $ mentre que les dones 20.000 $. La renda per capita de la població era de 13.117 $. Entorn del 34,3% de les famílies i el 37,7% de la població estaven per davall del llindar de pobresa.

## Poblacions més properes
El següent diagrama mostra les poblacions més properes.